# Devět křížů
Devět křížů je lokalita u obce Lesní Hluboké v okrese Brno-venkov, na silnici II/602, nedaleko exitu 168 dálnice D1. Nachází se zde hotel Annahof (původně motorest Devět křížů). Přibližně 2 kilometry západním směrem je na D1 na umístěna oboustranná odpočívka.

## Historie
Lokalita dostala název podle devíti dřevěných křížů, podle pověsti vztyčených na místě, kde v roce 1540 údajně došlo k masakru svatebního průvodu. Na místě mělo být 9 obětí, na jejichž památku byly kříže vztyčeny. V roce 2012 místo prozkoumali archeologové ze společnosti Archaia spolu s vědci z Masarykovy univerzity. Ti na místě nenalezli žádné lidské ostatky, které by mohly tento příběh podporovat. Podle vzpomínek Vladimíra Ryšánka, starosty Lesního Hlubokého, došlo k jejich vyzvednutí již v šedesátých letech 20. století při obnově shnilých křížů. Později, po jejich výměně, měly být kosti uloženy pod prostřední kříž, ovšem kvůli častým výkopům inženýrských sítí pravděpodobně došlo k jejich zničení.
Původní kříže nechali vztyčit benediktinští mniši z kláštera v Rajhradě. Pravidelně byly nahrazovány novými a obvykle každých sto let docházelo k jejich svěcení. Zaznamenáno je například jejich svěcení v roce 1824 a 18. září 1887. V roce 1985 byly vztyčeny nové kříže, které se však po 30 letech nacházely ve špatném stavu. Proto byly roku 2018 zhotoveny nové kříže z modřínového dřeva, z místních stromů pokácených při vichřici v roce 2016. Vysvěceny byly při pouti v Lesním Hlubokém 26. července 2020 a k jejich osazení došlo v prosinci 2020.
Kříže jsou chráněny jako kulturní památka.

## Pověst
Pověst není doložena v žádných dobových pramenech. První písemná zmínka o křížích pochází podle brněnské historičky Mileny Flodrové z konce 18. století. Silva Smutná z Muzejního spolku Velkobítešska však uvádí německý zápis v městské kronice Velké Bíteše z roku 1728, který událost také popisuje.
V roce 1801 vyšla pověst tiskem a uváděla, že neštěstí se stalo před 261 lety, tedy v roce 1540. Podle ní vesničan z Hlubokého našel v zimě v lese u cesty nemocného Veleslava, syna bohatého kupce. Vzal ho k sobě domů, kde se o něj po několik týdnů starala vesničanova dcera Johanka. Veleslav a Johanka se do sebe zamilovali, ale rodiče s jejich sňatkem nesouhlasili. Veleslav odešel a nechal se naverbovat k jízdnímu pluku proti Turkům. Vrátil se po roce jako poddůstojník a když v hospodě slyšel o chystané svatbě Johanky s cizím ženichem, přichystal se svým kumpánem přepadení svatebčanů. Ti se vraceli z bítešského kostela a v lese na ně Veleslav s kumpánem začali střílet. Nevěsta měla být uchráněna, ale kumpán ji zastřelil také. Zarmoucený Veleslav pak zastřelil jeho i sebe.
| „                                 | V Moravě v Bíteši blíže podnes jest křížů devět. Každého přivedou k hrůze, kdo chce o tom co vědět. Jeden slovanský mládenec tam skrz ten les cestoval, že tam vezme bídný konec, ubohý se nenadál. Byla hrozná plískanice, on nemocí sklíčený, tu zastavil svého koně, klesl k zemi zemdlený. Šel tu rolník z Hlubokého, ten se nad ním smiloval, pojal jej do domu svého, o zdraví mu pečoval. | “ |
| — Z kramářské písně z 19. století | |   |

| „                                   | Jel skrz tento les syn bohatého kupce a náhle se roznemohl. Po chvíli jel tudy vesničan z Hlubokého, i slitoval se nad mladíkem a pojal jej do domu svého, kdež snažně pečoval o jeho zdraví... | “ |
| — Z pověsti zaznamenané v roce 1801 | |   |

Podle dalších úprav byl vesničan nejbohatší sedlák v Hlubokém a Veleslav koňský handlíř z Uher, kterého v lese roku 1539 přepadli a zranili loupežníci. Otec si nepřál sňatek mezi dcerou a handlířem a ten odešel na rok zpět do Uher. Tam měl získat nějaký majetek a pak měl od sedláka slíbeno, že si dceru může vzít. Otec zatím donutil dceru k sňatku s bohatším nápadníkem. Handlíř se o tom při návratu dozvěděl a s místním hajným na svatebčany počkal na cestě v místě, kde byl před rokem sám přepaden. Zastřelili zde sedm svatebčanů a handlíř pak i hajného a sebe. Na místě devíti usmrcených lidí pak benediktýni vztyčili kříže. Nevěsta je pochována uprostřed a po obou stranách leží handlíř s ženichem. Protože byl handlíř vrah, jeho kříž uhnívá rychleji než ostatní.
Krvavý příběh mohl mít souvislost se zločiny loupežníka a vraha Martina Roháče, popraveného na jaře 1571 v nedaleké Velké Bíteši, který zahájil svou loupežnickou dráhu v Uhrách a v letech 1568–1571 spáchal se svou bandou 59 loupežných vražd.
Podobná událost se dle jiné pověsti měla odehrát u hradu Vízmburk v okrese Trutnov, kde se kříže nezachovaly. Poblíž hradu se nachází lom U Devíti Křížů a stejnojmenná osada.